# Liste mosambikanischer Filme
Die Liste mosambikanischer Filme führt in Mosambik produzierte Filme inklusive Dokumentarfilmen in alphabetischer Reihenfolge auf. Die Liste erhebt keinen Anspruch auf Vollständigkeit.

## #
- 25 (1977)

## A
- Arvore dos Antepassados, A (1995)
- A mãe dos netos (2008)
- A ponte: uma história do ferryboat Bagamoyo (2012, Dokumentarfilm, Auszeichnung beim FESTin 2012)
- A Gravidez é Nossa (2020, Kurzfilm, beim FESTin 2020 ausgezeichnet)
- A tropical Sunday (2013), Regie Fabián Ribezzo[1]

## B
- Ball, The (2001)
- Banguza Timbila (1982)
- Body and soul (2010), Regie Matthieu Bron[2]

## C
- Canta Meu Irmao, Ajuda-Me a Cantar (1982)
- Comboio de Sal e Açúcar (2016, erster mosambikanischer Vorschlag für die Oscar-Nominierung in der Kategorie bester internationaler Film), Regie: Licínio Azevedo[3]
- Comédia Infantil (1998)

## D
- De Corpo e Alma (2010)
- Deixem-me ao menos subir às palmeiras (1972)

## E
- Entre eu e Deus (2018), Regie: Yara Costa[4]
- Era Oculta (2024), Regie: Carlos Vargas
- Estas são as armas (1978, Dokumentarfilm)

## F
- Fogata (1992)
- Frontières sanglantes (1987)
- Frutos Da Nossa Colheita (1984)

## G
- Gotejar da Luz, O (2002)
- Guerra da Água, A (1995)

## H
- Hóspedes da noite (2007, Dokumentarfilm), Regie Licínio Azevedo[5]

## I
- Ibo, o sangue do silêncio (1981, Kurz-Dokumentarfilm)
- Impunidades Criminosas (2014, beim FESTin 2014 ausgezeichnet)

## K
- KARINGAN - OS MORTOS NÃO CONTAM HISTÓRIAS (2019) Regie: Inadelso Cossa[6]
- Kuxa Kanema: The Birth of Cinema (2003)

## L
- Limpopo (1970)

## M
- Mahla (2009)
- Maputo (2015, Dokumentarfilm), Regie: João Graça, Fábio Ribeiro[7]
- Maputo Mulher (1984)
- Mar de Crenca (1996)
- Marrabenta Stories (2004, Dokumentarfilm)
- Miner’s Tale, A (2001)
- Mueda, Memória e Massacre (1979/1980)[8]
- Música, Moçambique! (1980)

## N
- Nós, crianças Moçambicanas (1983)
- Nora (2008)
- NYO VWETA NAFTA (2017), Regie: Ico Costa[9]

## O
- O Último Vôo do Flamingo (2009)
- O meu marido esta a negar (2007, Dokumentarfilm)
- O Pequeno Escritor (2019, Dokumentarfilm, beim FESTin 2019 ausgezeichnet)
- O Tempo dos Leopardos / Vreme leoparda (1985)
- Our Madness (2018), Regie: João Viana[10]

## P
- Pamberi ne Zimbabwe (1981)

## Q
- Quitupo, Hoyé (2015, beim FESTin 2015 ausgezeichnet)

## R
- Ricardo Rangel - Ferro em brasa (2006, Dokumentarfilm), Regie Licínio Azevedo[11]

## S
- Samora Machel, Son of Africa (1989)
- Seremos Poetas (?)
- Skipping Rope (1998)
- Street Wheels (1998)
- Subverses - China in Mozambique (2010, Dokumentarfilm), Regie Ella Raidel[12]

## T
- Tatana (2005)
- Terra Sonâmbula (2007) Regie Teresa Prata[13]
- Trilogia das novas familias (2008, Dokumentarfilm)

## V
- Vento Sopra do Norte, O (1987)